# Vert ramp

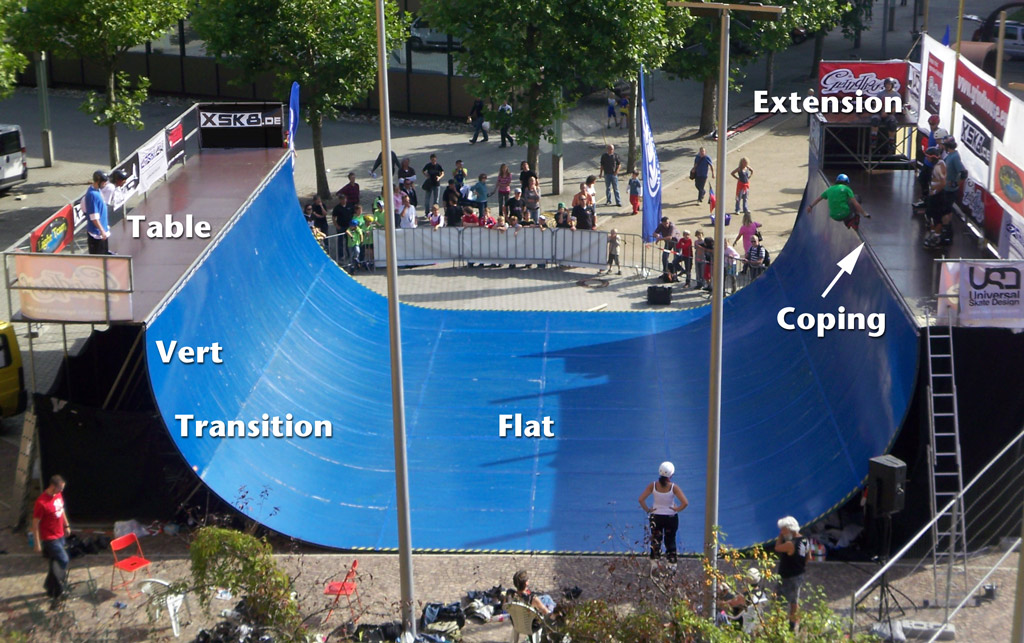
Vert ramp met beschrijving

Een vert ramp (verticale helling) is een soort van halfpipe, meestal rond de 4 - 5 meter hoog toegepast en gebruikt in rolschaatsbanen.

## Omschrijving
Dergelijke hellingen vallen onder de categorie vert ramp als het bovenste stuk onder de coping (ijzeren 'paal' bovenaan de rand) precies 90° is, dus precies verticaal omhoog loopt.

## Vorm
Een halfpipe heeft een vorm van een grote halve buis. Skateboarders en rollerskaters gaan heen en weer in dwarsrichting door de buis. Maar ook mountainbikers. Door op het goede moment door je knieën te gaan en je gewicht te verdelen (in alle sporten) kan je snelheid maken. In het midden is een recht stuk aangebracht tussen de 'transitions' (stuk wat bol omhoog loopt) zodat de persoon tijd heeft om zich klaar te maken voor zijn volgende sprong. In oude versies van vert ramps was dit niet het geval.

## Materiaal
De meeste vert ramps zijn van hout gemaakt, en zijn dan ook indoor. In Amerika vind je ook houten vert ramps buiten, in streken met weinig neerslag. Een ander bouwmateriaal is staal. De voordelen hiervan zijn dat het duurzaam is, plus dat het daarna recyclebaar is. Nadelen zijn dat het erg glad kan zijn, en kan plakken. Als het te warm wordt kan je lelijke brandwonden krijgen als je valt. Bij hout zijn splinters natuurlijk een nadeel.

## Wedstrijden
De vert ramp is een standaard locatie voor wedstrijden. De helft van de wedstrijden bij de X Games vindt hier dan ook plaats. Onder andere skateboarders, inline skaters en BMX'ers strijden hier om een medaille.

## Vert ramps in Nederland
Vert skaten was met name erg populair in de tweede helft van de jaren 90, en de meeste nog bestaande vert ramps in Nederland stammen dan ook uit deze tijd. Ze zijn niet altijd even goed onderhouden. Omdat de populariteit van vert skaten is afgenomen, en de skatebanen vaak wat afgelegen liggen, blijft er soms voor langere tijd afval liggen. Met name glasscherven kunnen een probleem vormen. Om zeker te zijn van een schone baan neem je het best een bezem mee. In het 'World Skate Center' in Den Bosch staat de enige permanente houten indoor vert van het land. De kleinere verts van glasvezelversterkte kunststof die in de jaren 90 in veel steden verschenen zijn vrijwel allemaal vervangen met andere constructies.Tenzij anders vermeld gaat dit om metalen outdoor ramps:
- Almere, Skatepark Verzetswijk
- Alphen aan de Rijn, Kenzy Skatepark
- Amsterdam Noord, Skatepark Kadoelen
- Amsterdam Nieuw Sloten, Anderlechtlaan
- Amsterdam Zeeburg, onder de Amsterdamsebrug (in 2021 vernieuwd)
- Amsterdam Zeeburgereiland, Zeeburg Skate Park (betonnen bowl met vert)
- Den Bosch, World Skate Center (grote houten indoor ramp)
- Dordrecht Sterrenburg (6 meter brede metalen ramp met extension)
- Gouda, Skatepark De Sluis
- Geertruidenberg, Strijenpad
- Helmond, Tienerhuis
- Lelystad, Skatepark Lelystad-Haven
- Lisse, Ruishornlaan
- Maarssen, Fazantenkamp
- Oss, Rusheuvelstraat
- Rotterdam Prinsenland, Marijke van der Wel skatepark
- Spijkernisse, Iepenlaan
- Waddinxveen, Sniepweg